# Nưa Lào
Nưa Lào hay còn gọi nưa Harmand (danh pháp khoa học: Pseudodracontium harmandii) là một loài thực vật có hoa trong họ Ráy (Araceae). Loài này được Engl. miêu tả khoa học đầu tiên năm 1898.